# Aldona Mendzoryte
Aldona Mendzoryte (ur. 23 stycznia 1961) – litewska lekkoatletka specjalizująca się w długich biegach sprinterskich. W czasie swojej kariery reprezentowała Związek Socjalistycznych Republik Radzieckich.
Największy sukces na arenie międzynarodowej odniosła w 1979 r. w Bydgoszczy, zdobywając brązowy medal mistrzostw Europy juniorek w biegu sztafetowym 4 x 400 metrów.